# 10107 Kenny
10107 Kenny là một tiểu hành tinh vành đai chính với chu kỳ quỹ đạo là 1302.3617245 ngày (3.57 năm).
Nó được phát hiện ngày 27 tháng 3 năm 1992.
It was named for Kenneth Robert Steel, the discoverer's father. 